# День английского языка в ООН
День английского языка в ООН (англ. UN English Language Day) — международный праздник, отмечаемый ежегодно 23 апреля. Праздник был учреждён Департаментом общественной информации ООН в 2010 году «для празднования многоязычия и культурного разнообразия, а также для содействия равноправному использованию всех шести официальных языков ООН».
Дата 23 апреля была выбрана как «традиционно отмечаемый день рождения и дата смерти Уильяма Шекспира». Наряду с английским, учреждены международные праздники в честь остальных пяти официальных языков ООН.